# Кваша Михайло Дмитрович
Миха́йло Дми́трович Кваша — капітан Збройних сил України, учасник російсько-української війни.

## З життєпису
Випускник Сумського вищого артилерійського училища.
Командир мінометної батареї 24-ї окремої механізованої бригади, побував під обстрілами з «Градів», прикривали державний кордон. Після прибуття до театру бойових дій підрозділ займає позиції біля Бірюкового. Згодом підрозділ тримав оборону поблизу селища Довжанське під щільним вогнем мінометів та «Градів» терористів. Під час одного з обстрілів зазнав осколкових поранень руки, лікувався в госпіталі.
Станом на лютий 2017-го — заступник командира дивізіону з озброєння, проживає із дружиною у місті Яворів.

## Нагороди
За особисту мужність і героїзм, виявлені у захисті державного суверенітету та територіальної цілісності України, вірність військовій присязі під час російсько-української війни нагороджений
- орденом Богдана Хмельницького III ступеня (3.1.2015).